# Carex garberi
Carex garberi är en halvgräsart som beskrevs av Merritt Lyndon Fernald. Carex garberi ingår i släktet starrar, och familjen halvgräs. Inga underarter finns listade i Catalogue of Life.